# Il magnifico fuorilegge
Il magnifico fuorilegge (Best of the Badmen) è un film del 1951 diretto da William D. Russell.
È un film western in Technicolor con Robert Ryan ed è il sequel di Gli avvoltoi (Return of the Bad Men) di Ray Enright (1948).

## Trama
Jeff Clanton è un ufficiale incaricato dal governo di combattere le bande di fuorilegge che infestano gli Stati Uniti del sud dopo la guerra di secessione. Il tradimento di uno sporco affarista ha come conseguenza l'arresto di Clanton che però riesce a fuggire grazie all'aiuto di una donna, moglie dell'uomo che lo ha messo nei guai. Clanton diventa un fuorilegge ma solo per vendicarsi.

## Produzione
Il film, diretto da William D. Russell su una sceneggiatura di Robert Hardy Andrews e John Twist con il soggetto dello stesso Andrews, fu prodotto da Herman Schlom per la RKO Radio Pictures e girato nell'Iverson Ranch a Chatsworth, nell'Andy Jauregui Ranch a Newhall, in California, e in altre località dello Utah.

## Distribuzione
Il film fu distribuito con il titolo Best of the Badmen negli Stati Uniti dal 9 giugno 1951 al cinema dalla RKO Radio Pictures.
Altre distribuzioni:
- negli Stati Uniti il 9 agosto 1951 (New York City, New York)
- in Svezia il 19 novembre 1951
- in Portogallo il 20 novembre 1951
- in Germania Ovest il 14 marzo 1952
- in Austria nell'aprile del 1952
- in Francia il 2 aprile 1952
- nelle Filippine il 22 aprile 1952
- in Danimarca il 19 maggio 1952
- in Finlandia il 23 maggio 1952
- in Francia il 23 maggio 1952 (Paris)
- in Giappone il 6 agosto 1952
- in Italia (Il magnifico fuorilegge)

## Promozione
La tagline è: Here they come!.